# گویش خنجی
گویش خُنجی گویشی از گویش از زبان اچمی است زبان اچمی زبان مناطق جنوب فارس و غرب هرمزگان مانند شهرستان‌های لارستان، اوز، و بستک است و در مقایسه با زبان فارسی امروزی، دست‌نخورده‌تر است، به طوری که بیشتر کلمات آنان کلمات ایرانی اصیل و قدیمی است.

## در قدیم
قبل از ورود اسلام، مردم خنج با زبانی نزدیک پارسی اصیل صحبت می‌کردند. این زبان تا به حال تغییراتی بسیار کرده و امروزه زبان خنجی اصیل از بین رفته این زبان با گذشت زمان شکل و حالت اصیل خود را از دست داده و همچنان می‌دهد. سالمندان خنج کلماتی بکار می‌برند که افراد جوانتر نمی‌فهمند. این نشانی از نابودی لهجه خنجی است.